# داستان عشق (فیلم ۱۹۹۱)
داستان عشق (به هندی: Afsana Pyar Ka) فیلمی محصول سال ۱۹۹۱ و به کارگردانی ام. آر شاهجهان است. در این فیلم بازیگرانی همچون عامر خان، نیلم کوتهاری، کیران کومار، دیپاک تیجوری ایفای نقش کرده‌اند.